# Piccolo icosicosidodecaedro retrocamuso
In geometria, il piccolo icosicosidodecaedro retrocamuso è un poliedro stellato uniforme avente 112 facce - 80 triangolari e 12 a forma di pentagramma - 180 spigoli e 60 vertici. In esso, le 40 delle 80 facce triangolari non camuse formano 20 coppie complanari, formando esagoni stellati irregolari.

## Coordinate cartesiane
Le coordinate cartesiane per i vertici del piccolo icosicosidodecaedro retrocamuso, spesso indicato con il simbolo U72 e il cui inviluppo convesso è un dodecaedro troncato non uniforme, sono date da tutte le permutazioni pari di:
{\displaystyle {\begin{array}{crrrc}{\Bigl (}&\pm {\bigl [}1-\varphi -\alpha {\bigr ]},&0\,,&\pm {\bigl [}3-\varphi \alpha {\bigr ]}&{\Bigr )},\\{\Bigl (}&\pm {\bigl [}\varphi -1-\alpha {\bigr ]},&\pm \,2\,,&\pm {\bigl [}2\varphi -1-\varphi \alpha {\bigr ]}&{\Bigr )},\\{\Bigl (}&\pm {\bigl [}\varphi +1-\alpha {\bigr ]},&\pm \,2{\bigl [}\varphi -1{\bigr ]},&\pm {\bigl [}1-\varphi \alpha {\bigr ]}&{\Bigr )},\end{array}}}
dove {\displaystyle \varphi ={\tfrac {1+{\sqrt {5}}}{2}}} è la sezione aurea e {\displaystyle \alpha ={\sqrt {3\varphi -2}}}.

## Inviluppo convesso
Come detto, l'inviluppo convesso del piccolo icosicosidodecaedro retrocamuso è un dodecaedro troncato non uniforme.
| Dodecaedro troncato | Inviluppo convesso | Piccolo icosicosidodecaedro retrocamuso |

## Poliedri correlati

### Piccolo esacontaedro esagrammico
Il piccolo esacontaedro esagrammico è un poliedro stellato isoedro, nonché il duale del piccolo icosicosidodecaedro retrocamuso, avente per facce 60 esagrammi irregolari.
Dato un piccolo icosicosidodecaedro retrocamuso di spigolo pari a 1, immaginando il piccolo esacontaedro esagrammico come composto da 60 facce intersecanti a forma di esagramma irregolare, come riportato nella figura sottostante, di cui solo una parte visibile all'esterno del solido, e considerando la già citata sezione aurea e il numero {\displaystyle \xi ={\frac {1}{4}}+{\frac {1}{4}}{\sqrt {1+4\phi }}\approx 0,933\,380\,199\,59}, ogni faccia risulta avere cinque angoli uguali di ampiezza pari a {\displaystyle \arccos(\xi )\approx 21,031\,988\,967\,51^{\circ }} e un angolo di ampiezza pari a {\displaystyle 360^{\circ }-\arccos(\phi ^{-2}\xi -\phi ^{-1})\approx 254,840\,055\,162\,43^{\circ }}, con quattro lati lunghi e due corti le cui lunghezze stanno in un rapporto pari a {\displaystyle 1/2-1/2\times {\sqrt {(1-\xi )/(\phi ^{3}-\xi )}}\approx 0,428\,986\,992\,12}.